# Белл, Алекс
Алекса́ндер Белл (англ. Alexander Bell; 20 октября 1881, Кейптаун, Капская колония — 30 ноября 1934, Манчестер), более известный как А́лекс Белл (англ. Alex Bell) — шотландский футболист, выступавший на позиции хавбека.

## Клубная карьера
Алекс Белл родился в Кейптауне, Капская колония, в семье шотландцев. Затем его семья вернулась в Шотландию. Начал играть в футбол на позиции центрального нападающего за различные клубы Эра, включая «Эйр Спринг Вейл», «Эйр Уэстерли» и «Эр Паркхаус». Выступая за последний из них, Белл привлёк внимание бывшего хавбека «Ньютон Хит» Уилла Дэвидсона, который сообщил о талантливом футболисте в «Манчестер Юнайтед».
В январе 1903 года Белл перешёл в «Манчестер Юнайтед» за £700. Прошло менее года с момента формирования «Манчестер Юнайтед» из обанкротившегося «Ньютон Хит». На тот момент «Юнайтед» всё ещё выступал во Втором дивизионе, но уже в 1906 году клуб вышел в Первый дивизион.
Дебютировал в составе «Юнайтед» 24 января 1903 года в матче Второго дивизиона против «Глоссоп Норт Энд» на «Норт Роуд». «Красные» одержали в этом матче победу со счётом 3:1.
Поначалу Белл пытался закрепиться в команде на позиции центрального нападающего, но редко получал место в основе, сыграв лишь 11 матчей за свои первые два сезона в клубе. Но в 1904 году в «Юнайтед» началась эпидемия травм в средней линии поля, и Белл стал играть в основном составе на позиции хавбека. На своей новой позиции он выступал гораздо убедительнее, и стал основным левым хавбеком команды, сформировав мощное трио в центре поля с Чарли Робертсом и Диком Даквортом.
Гарт Дайкс, автор книги The United Alphabet, так описал Белла: «Он никогда не был эффектным игроком, но его неброская эффективность как в обороне, так и в атаке, была на высоком уровне, и он был надёжным командным игроком».
Сыграв за «Юнайтед» 309 матчей, в которых он забил 10 голов, а также выиграв два чемпионских титула Первого дивизиона (в сезонах 1907/08 и 1910/11) и Кубок Англии (в 1909 году), Белл был продан в «Блэкберн Роверс» в июле 1913 года за £1000.
В составе «Блэкберна» он вновь стал чемпионом Англии в сезоне 1913/14. Затем началась Первая мировая война, во время которой официальные футбольные соревнования в Англии не проводились.
В 1921 году Белл перешёл в шотландский «Клакманнан», в котором провёл всего один сезон, после чего принял решение о завершении карьеры игрока и перешёл в тренерский штаб «Ковентри Сити». Его последним футбольным клубом стал «Манчестер Сити», в котором работал в тренерском штабе с 1925 года до самой смерти в 1934 году.
Имя Алекса Белла было увековечено его бывшим одноклубником по «Юнайтед» Чарли Робертсом, который после завершения карьеры стал владельцем табачной фабрики и создал марку сигарет под названием «Дакробел» (Ducrobel) в честь знаменитого трио хавбеков «Юнайтед» Дакворта, Робертса и Белла.

## Карьера в сборной
В марте 1912 года Белл сыграл свой единственный матч за национальную сборную Шотландии во встрече со сборной Ирландии. Шотландия выиграла со счётом 4:1.

## Достижения
Манчестер Юнайтед
- Чемпион Первого дивизиона (2): 1907/08, 1910/11
- Обладатель Кубка Англии: 1909
- Обладатель Суперкубка Англии (2): 1908, 1911
- Итого: 5 трофеев

Блэкберн Роверс
- Чемпион Первого дивизиона: 1913/14
- Итого: 1 трофей

## Статистика выступлений

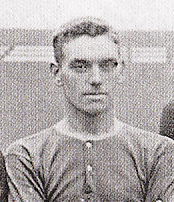
Белл в 1909 году

| Клуб              | Сезон            | Лига | Лига | Кубок Англии | Кубок Англии | Суперкубок Англии | Суперкубок Англии | Итого | Итого |
| Клуб              | Сезон            | Игры | Голы | Игры         | Голы         | Игры              | Голы              | Игры  | Голы  |
| ----------------- | ---------------- | ---- | ---- | ------------ | ------------ | ----------------- | ----------------- | ----- | ----- |
| Манчестер Юнайтед | 1902/03          | 5    | 1    | 0            | 0            | 0                 | 0                 | 5     | 1     |
| Манчестер Юнайтед | 1903/04          | 6    | 1    | 0            | 0            | 0                 | 0                 | 6     | 1     |
| Манчестер Юнайтед | 1904/05          | 29   | 1    | 3            | 0            | 0                 | 0                 | 32    | 1     |
| Манчестер Юнайтед | 1905/06          | 36   | 2    | 4            | 0            | 0                 | 0                 | 40    | 2     |
| Манчестер Юнайтед | 1906/07          | 35   | 2    | 2            | 0            | 0                 | 0                 | 37    | 2     |
| Манчестер Юнайтед | 1907/08          | 35   | 1    | 4            | 0            | 2                 | 0                 | 41    | 1     |
| Манчестер Юнайтед | 1908/09          | 20   | 2    | 6            | 0            | 0                 | 0                 | 26    | 2     |
| Манчестер Юнайтед | 1909/10          | 27   | 0    | 0            | 0            | 0                 | 0                 | 27    | 0     |
| Манчестер Юнайтед | 1910/11          | 27   | 0    | 3            | 0            | 0                 | 0                 | 30    | 0     |
| Манчестер Юнайтед | 1911/12          | 32   | 0    | 6            | 0            | 1                 | 0                 | 39    | 0     |
| Манчестер Юнайтед | 1912/13          | 26   | 0    | 0            | 0            | 0                 | 0                 | 26    | 0     |
| Манчестер Юнайтед | Итого            | 278  | 10   | 28           | 0            | 3                 | 0                 | 309   | 10    |
| Блэкберн Роверс   | 1913/14          | 8    | 0    | 1            | 0            | 0                 | 0                 | 9     | 0     |
| Блэкберн Роверс   | 1914/15          | 3    | 0    | 0            | 0            | 0                 | 0                 | 3     | 0     |
| Блэкберн Роверс   | Итого            | 11   | 0    | 1            | 0            | 0                 | 0                 | 12    | 0     |
| Всего за карьеру  | Всего за карьеру | 289  | 10   | 29           | 0            | 3                 | 0                 | 321   | 10    |